# مایکل بلوم (بازیکن فوتبال)
مایکل بلوم (انگلیسی: Michael Blum؛ زادهٔ ۲۵ دسامبر ۱۹۸۸) بازیکن فوتبال اهل آلمان است.
از باشگاه‌هایی که در آن بازی کرده‌است می‌توان به باشگاه فوتبال کارلسروهه، باشگاه فوتبال هانزا روستوک، باشگاه فوتبال اسنابروک، و باشگاه فوتبال دویسبورگ اشاره کرد.